# Thornewood
El castillo Thornewood es un palacio localizado en el estado de Washington, Estados Unidos.

## Edificación
La finca consta de tres edificios, incluyendo el castillo Thornewood que fue construido a partir de los ladrillos de una casa del siglo XV desmantelados e importados desde Inglaterra. La edificación presenta una arquitectura gótica y está conocido históricamente como "the house that love built". El castillo fue utilizado como escenario para la película de Stephen King Rose Red. Los edificios se incluyeron en el Registro Nacional de Lugares Históricos en 1982 y ahora es un Bed and breakfast (alojamiento que ofrece cama y desayuno a un precio moderado).

## Presidentes de los Estados Unidos en el castillo
El presidente de Estados Unidos William Howard Taft (1909-1913) se hospedó tres días. Otro mandatario que estuvo alojado en el castillo fue Theodore Roosevelt durante dos semanas.